# Oscarverleihung 2001
Übersicht aller ausgezeichneten Filme

◄◄ | ◄ | 1997 | 1998 | 1999 | 2000 | Oscarverleihung 2001 | 2002 | 2003 | 2004 | 2005 | ► | ►►

Weitere Ereignisse
Die Oscarverleihung 2001 fand am 25. März 2001 zum letzten Mal im Shrine Auditorium in Los Angeles statt. Es waren die 73rd Annual Academy Awards. Im Jahr der Auszeichnung werden immer Filme des vergangenen Jahres ausgezeichnet, in diesem Fall also die Filme des Jahres 2000.
Gladiator konnte bei der 73. Oscarverleihung 5 von 12 nominierten Kategorien für sich entscheiden. Darunter der Preis für den Besten Film und den Besten Hauptdarsteller Russell Crowe (zudem noch Kostüme, Spezialeffekte und Ton). Das taiwanische Kampfkunst-Drama Tiger and Dragon konnte bei 10 Nominierungen 4 Oscars gewinnen. Darunter den für den Besten fremdsprachigen Film (zudem noch Kamera, Musik und Ausstattung). Ebenfalls 4 Oscars bekam der Thriller Traffic – Macht des Kartells und konnte dabei nur die Bester Film-Nominierung nicht vergolden. Er konnte in den wichtigen Kategorien Beste Regie (Steven Soderbergh, war zudem auch für Erin Brockovich nominiert), Bester Nebendarsteller (Benicio del Toro) und Bestes adaptiertes Drehbuch (Stephen Gaghan) punkten sowie den Preis für den Besten Schnitt gewinnen. Julia Roberts konnte mit ihrer Darstellung einer couragierten Anwaltsgehilfin in Erin Brockovich die Academy überzeugen und gewann ihren ersten Oscar in der Kategorie Beste Hauptdarstellerin. Marcia Gay Harden wurde als beste Nebendarstellerin in Pollock ausgezeichnet. Der andere Drehbuchpreis (Originaldrehbuch) ging an Cameron Crowe für Almost Famous – Fast berühmt.

## Moderation
Steve Martin führte zum ersten Mal als Moderator durch die Oscarverleihung. Die Präsentatoren der Kandidaten sind bei den jeweiligen Kategorien weiter unten aufgeführt.

## Gewinner und Nominierungen
| Film                                                  | N  | A |
| ----------------------------------------------------- | -- | - |
| Gladiator                                             | 12 | 5 |
| Tiger and Dragon                                      | 10 | 4 |
| Chocolat – Ein kleiner Biss genügt                    | 5  | 0 |
| Erin Brockovich                                       | 5  | 1 |
| Traffic – Macht des Kartells                          | 5  | 4 |
| Almost Famous – Fast berühmt                          | 4  | 1 |
| Billy Elliot – I Will Dance                           | 3  | 0 |
| Der Grinch                                            | 3  | 1 |
| Der Patriot                                           | 3  | 0 |
| Quills – Macht der Besessenheit                       | 3  | 0 |
| Die WonderBoys                                        | 3  | 1 |
| Cast Away – Verschollen                               | 2  | 0 |
| O Brother, Where Art Thou? – Eine Mississippi-Odyssee | 2  | 0 |
| Pollock                                               | 2  | 1 |
| Rufmord – Jenseits der Moral                          | 2  | 0 |
| Shadow of the Vampire                                 | 2  | 0 |
| Der Sturm                                             | 2  | 0 |
| U-571                                                 | 2  | 1 |
| You Can Count on Me                                   | 2  | 0 |
| Der Zauber von Malèna                                 | 2  | 0 |

### Bester Film
präsentiert von Michael Douglas
Gladiator – David Franzoni, Branko Lustig, Douglas Wick
Chocolat – Ein kleiner Biss genügt (Chocolat) – David Brown, Kit Golden, Leslie Holleran
Erin Brockovich – Danny DeVito, Michael Shamberg, Stacey Sher
Tiger and Dragon (Wo hu cang long) – William Kong, Ang Lee, Hsu Li-Kong
Traffic – Macht des Kartells (Traffic) – Laura Bickford, Marshall Herskovitz, Edward Zwick

### Beste Regie
präsentiert von Tom Cruise
Steven Soderbergh – Traffic – Macht des Kartells (Traffic)
Stephen Daldry – Billy Elliot – I Will Dance (Billy Elliot)
Ang Lee – Tiger and Dragon (Wo hu cang long)
Ridley Scott – Gladiator
Steven Soderbergh – Erin Brockovich

### Bester Hauptdarsteller
präsentiert von Hilary Swank
Russell Crowe – Gladiator
Javier Bardem – Bevor es Nacht wird (Before Night Falls)
Tom Hanks – Cast Away – Verschollen (Cast Away)
Ed Harris – Pollock
Geoffrey Rush – Quills – Macht der Besessenheit (Quills)

### Beste Hauptdarstellerin

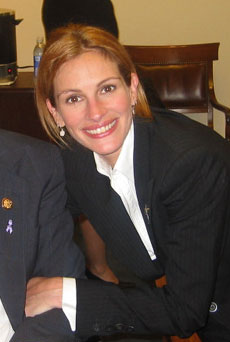
Julia Roberts

präsentiert von Kevin Spacey
Julia Roberts – Erin Brockovich
Joan Allen – Rufmord – Jenseits der Moral (The Contender)
Juliette Binoche – Chocolat – Ein kleiner Biss genügt (Chocolat)
Ellen Burstyn – Requiem for a Dream
Laura Linney – You Can Count on Me

### Bester Nebendarsteller
präsentiert von Angelina Jolie
Benicio del Toro – Traffic – Macht des Kartells (Traffic)
Jeff Bridges – Rufmord – Jenseits der Moral (The Contender)
Willem Dafoe – Shadow of the Vampire
Albert Finney – Erin Brockovich
Joaquin Phoenix – Gladiator

### Beste Nebendarstellerin
präsentiert von Nicolas Cage
Marcia Gay Harden – Pollock
Judi Dench – Chocolat – Ein kleiner Biss genügt (Chocolat)
Kate Hudson – Almost Famous – Fast berühmt (Almost Famous)
Frances McDormand – Almost Famous – Fast berühmt (Almost Famous)
Julie Walters – Billy Elliot – I Will Dance (Billy Elliot)

### Bestes Originaldrehbuch
präsentiert von Tom Hanks
Cameron Crowe – Almost Famous – Fast berühmt (Almost Famous)
Lee Hall – Billy Elliot – I Will Dance (Billy Elliot)
David Franzoni, John Logan, William Nicholson – Gladiator
Susannah Grant – Erin Brockovich
Kenneth Lonergan – You Can Count on Me

### Bestes Adaptiertes Drehbuch
präsentiert von Arthur C. Clarke
Stephen Gaghan – Traffic – Macht des Kartells (Traffic)
Ethan Coen, Joel Coen – O Brother, Where Art Thou? – Eine Mississippi-Odyssee (O Brother, Where Art Thou?)
Robert Nelson Jacobs – Chocolat – Ein kleiner Biss genügt (Chocolat)
Steve Kloves – Die WonderBoys (Wonder Boys)
James Schamus, Kuo Jung Tsai, Hui-Ling Wang – Tiger and Dragon (Wo hu cang long)

### Beste Kamera
präsentiert von Julia Roberts
Peter Pau – Tiger and Dragon (Wo hu cang long)
Roger Deakins – O Brother, Where Art Thou? – Eine Mississippi-Odyssee (O Brother, Where Art Thou?)
Caleb Deschanel – Der Patriot (The Patriot)
Lajos Koltai – Der Zauber von Malèna (Malèna)
John Mathieson – Gladiator

### Bestes Szenenbild
präsentiert von Catherine Zeta-Jones
Timmy Yip – Tiger and Dragon (Wo hu cang long)
Françoise Benoît-Fresco, Jean Rabasse – Vatel
Merideth Boswell, Michael Corenblith – Der Grinch (How the Grinch Stole Christmas)
Martin Childs, Jill Quertier – Quills – Macht der Besessenheit (Quills)
Arthur Max, Crispian Sallis – Gladiator

### Bestes Kostümdesign
präsentiert von Penélope Cruz
Janty Yates – Gladiator
Anthony Powell – 102 Dalmatiner (102 Dalmatians)
Rita Ryack – Der Grinch (How the Grinch Stole Christmas)
Jacqueline West – Quills – Macht der Besessenheit (Quills)
Timmy Yip – Tiger and Dragon (Wo hu cang long)

### Bestes Make-Up
präsentiert von Kate Hudson
Rick Baker, Gail Rowell-Ryan – Der Grinch (How the Grinch Stole Christmas)
Michèle Burke, Edouard F. Henriques – The Cell
Ann Buchanan, Amber Sibley – Shadow of the Vampire

### Beste Filmmusik
präsentiert von Goldie Hawn
Tan Dun – Tiger and Dragon (Wo hu cang long)
Rachel Portman – Chocolat – Ein kleiner Biss genügt (Chocolat)
Ennio Morricone – Der Zauber von Malèna (Malèna)
John Williams – Der Patriot (The Patriot)
Hans Zimmer – Gladiator

### Bester Song
präsentiert von Jennifer Lopez
„Things Have Changed“ aus Die WonderBoys (Wonder Boys) – Bob Dylan
„A Fool in Love“ aus Meine Braut, ihr Vater und ich (Meet the Parents) – Randy Newman
„I’ve Seen It All“ aus Dancer in the Dark – Björk, Sjón, Lars von Trier
„A Love Before Time“ aus Tiger and Dragon (Wo hu cang long) – Jorge Calandrelli, James Schamus, Tan Dun
„My Funny Friend and Me“ aus Ein Königreich für ein Lama (The Emperor's New Groove) – David Hartley, Sting

### Bester Schnitt
präsentiert von Russell Crowe
Stephen Mirrione – Traffic – Macht des Kartells (Traffic)
Dede Allen – Die WonderBoys (Wonder Boys)
Joe Hutshing, Saar Klein – Almost Famous – Fast berühmt (Almost Famous)
Pietro Scalia – Gladiator
Tim Squyres – Tiger and Dragon (Wo hu cang long)

### Beste Tonmischung
präsentiert von Mike Myers
Bob Beemer, Scott Millan, Ken Weston – Gladiator
David E. Campbell, John T. Reitz, Gregg Rudloff, Keith A. Wester – Der Sturm (The Perfect Storm)
Tom Johnson, William B. Kaplan, Dennis S. Sands, Randy Thom – Cast Away – Verschollen (Cast Away)
Rick Kline, Gregg Landaker, Steve Maslow, Ivan Sharrock – U-571
Kevin O’Connell, Lee Orloff, Greg P. Russell – Der Patriot (The Patriot)

### Bester Tonschnitt
präsentiert von Mike Myers
Jon Johnson – U-571
Bub Asman, Alan Robert Murray – Space Cowboys

### Beste Visuelle Effekte
präsentiert von Chow Yun-fat und Michelle Yeoh
Tim Burke, Neil Corbould, Rob Harvey, John Nelson – Gladiator
Scott E. Anderson, Craig Hayes, Stan Parks, Scott Stokdyk – Hollow Man – Unsichtbare Gefahr (Hollow Man)
Walt Conti, Stefen Fangmeier, John Frazier, Habib Zargarpour – Der Sturm (The Perfect Storm)

### Bester Dokumentarfilm (Kurzfilm)
präsentiert von Samuel L. Jackson
Big Mama – Tracy Seretean
Curtain Call – Charles Braverman, Steven B. Kalafer
Delfine (Dolphins) – Alec Lorimore, Greg MacGillivray
The Man on Lincoln’s Nose – Daniel Raim
On Tiptoe: Gentle Steps to Freedom – Leelai Demoz, Eric Simonson

### Bester Dokumentarfilm (Langform)
präsentiert von Samuel L. Jackson
Kindertransport – In eine fremde Welt (Into the Arms of Strangers: Stories of the Kindertransport) – Mark Jonathan Harris, Deborah Oppenheimer
Der lange Weg aus der Dunkelheit (Long Night’s Journey Into Day) – Deborah Hoffmann, Frances Reid
Legacy – Tod Lending
Scottsboro: An American Tragedy – Daniel Anker, Barak Goodman
Sound and Fury – Josh Aronson, Roger Weisberg

### Bester Kurzfilm (Animiert)
präsentiert von Ben Stiller
Vater und Tochter (Father and Daughter) – Michael Dudok de Wit
Der Perückenmacher (The Periwig-Maker) – Annette Schäffler, Steffen Schäffler
Rejected – Don Hertzfeldt

### Bester Kurzfilm (Live Action)
präsentiert von Ben Stiller
Gestohlene Träume (Quiero ser) – Florian Gallenberger
By Courier – Ericka Frederick, Peter Riegert
Uma História de Futebol – Paulo Machline
One Day Crossing – Christina Lazaridi, Joan Stein
Seraglio – Colin Campbell, Gail Lerner

### Bester Fremdsprachiger Film
präsentiert von Juliette Binoche und Jack Valenti
Tiger and Dragon (Wo hu cang long), Taiwan – Ang Lee
Amores Perros, Mexiko – Alejandro González Iñárritu
Jeder ist ein Star! (Iedereen beroemd!), Belgien – Dominique Deruddere
Lust auf Anderes (Le Goût des autres), Frankreich – Agnès Jaoui
Wir müssen zusammenhalten (Musíme si pomáhat), Tschechien – Jan Hřebejk

## Ehren-Oscars

### Honorary Award
präsentiert von Dustin Hoffman
- Jack Cardiff

präsentiert von Julie Andrews
- Ernest Lehman

### Irving G. Thalberg Memorial Award
präsentiert von Anthony Hopkins
- Dino De Laurentiis

### John A. Bonner-Medaille
präsentiert von Renée Zellweger
- N. Paul Kenworthy

### Academy Award of Commendation
präsentiert von Renée Zellweger
- Ioan Allen, Mark Harrah, Robin Bransbury

### Academy Award of Merit
- Rob Cook, Loren Carpenter, Edwin Catmull